# Neofabraea krawtzewii
Neofabraea krawtzewii är en svampart som först beskrevs av Franz Petrak, och fick sitt nu gällande namn av Verkley 1999. Neofabraea krawtzewii ingår i släktet Neofabraea och familjen Dermateaceae.   Inga underarter finns listade i Catalogue of Life.